# Élections municipales de 1900 à Québec
Les élections municipales de 1900 à Québec se sont déroulées le 19 février 1900.

## Contexte
3 sièges d'échevin dans 10 quartiers sont en jeu. Les candidatures sont déposées le 12 février 1900. 25 sont élus par acclamation alors que 5 le sont par suffrage.

## Résultats

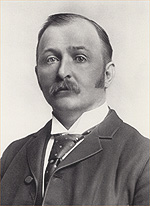
Simon-Napoléon Parent est réélu comme maire par les conseillers.

### Mairie
Le 1er mars 1900, les échevins élus se réunissent et renouvellent le mandat de Simon-Napoléon Parent comme maire de Québec. Il entame ainsi un quatrième mandat à la tête de la ville.

### Districts électoraux

#### Saint-Louis
- 3 élus par acclamation.

| Candidat | Voix                | Pourcentage |
| -------- | ------------------- | ----------- |
| Turcot   | Élu par acclamation | - %         |
| Total    | -                   | 100 %       |

| Candidat           | Voix                | Pourcentage |
| ------------------ | ------------------- | ----------- |
| Alexander Cummings | Élu par acclamation | - %         |
| Total              | -                   | 100 %       |

| Candidat         | Voix                | Pourcentage |
| ---------------- | ------------------- | ----------- |
| C. E. Taschereau | Élu par acclamation | - %         |
| Total            | -                   | 100 %       |

#### Palais
- 3 élus par acclamation.

| Candidat        | Voix                | Pourcentage |
| --------------- | ------------------- | ----------- |
| Georges Tanguay | Élu par acclamation | - %         |
| Total           | -                   | 100 %       |

| Candidat              | Voix                | Pourcentage |
| --------------------- | ------------------- | ----------- |
| Henri-Edmond Casgrain | Élu par acclamation | - %         |
| Total                 | -                   | 100 %       |

| Candidat      | Voix                | Pourcentage |
| ------------- | ------------------- | ----------- |
| Thomas Norris | Élu par acclamation | - %         |
| Total         | -                   | 100 %       |

#### Saint-Pierre
- Dans ce quartier, 143 électeurs se sont prévalus de leur droit de vote.
- 2 élus par acclamation, 1 au suffrage.

| Candidat      | Voix | Pourcentage |
| ------------- | ---- | ----------- |
| George Madden | 82   | 57,3 %      |
| Archer        | 61   | 42,7 %      |
| Total         | 143  | 100 %       |

| Candidat      | Voix                | Pourcentage |
| ------------- | ------------------- | ----------- |
| L. P. Turgeon | Élu par acclamation | - %         |
| Total         | -                   | 100 %       |

| Candidat       | Voix                | Pourcentage |
| -------------- | ------------------- | ----------- |
| Narcisse Rioux | Élu par acclamation | - %         |
| Total          | -                   | 100 %       |

#### Champlain
- Dans ce quartier, 137 électeurs se sont prévalus de leur droit de vote.
- 2 élus au suffrage, 1 par acclamation.

| Candidat     | Voix | Pourcentage |
| ------------ | ---- | ----------- |
| Foley        | 37   | 68,5 %      |
| G. Mulrooney | 17   | 31,5 %      |
| Total        | 54   | 100 %       |

| Candidat | Voix | Pourcentage |
| -------- | ---- | ----------- |
| J. Byrne | 46   | 55,4 %      |
| P. Dinan | 37   | 44,6 %      |
| Total    | 83   | 100 %       |

| Candidat        | Voix                | Pourcentage |
| --------------- | ------------------- | ----------- |
| Edward Reynolds | Élu par acclamation | - %         |
| Total           | -                   | 100 %       |

#### Saint-Jean
- 3 élus par acclamation.

| Candidat           | Voix                | Pourcentage |
| ------------------ | ------------------- | ----------- |
| Pierre Joseph Côté | Élu par acclamation | - %         |
| Total              | -                   | 100 %       |

| Candidat    | Voix                | Pourcentage |
| ----------- | ------------------- | ----------- |
| H. D. Barry | Élu par acclamation | - %         |
| Total       | -                   | 100 %       |

| Candidat       | Voix                | Pourcentage |
| -------------- | ------------------- | ----------- |
| Elzéar Vincent | Élu par acclamation | - %         |
| Total          | -                   | 100 %       |

#### Montcalm
- 3 élus par acclamation.

| Candidat    | Voix                | Pourcentage |
| ----------- | ------------------- | ----------- |
| Pierre Côté | Élu par acclamation | - %         |
| Total       | -                   | 100 %       |

| Candidat     | Voix                | Pourcentage |
| ------------ | ------------------- | ----------- |
| Noël Rancour | Élu par acclamation | - %         |
| Total        | -                   | 100 %       |

| Candidat | Voix                | Pourcentage |
| -------- | ------------------- | ----------- |
| Gilchen  | Élu par acclamation | - %         |
| Total    | -                   | 100 %       |

#### Saint-Roch
- 3 élus par acclamation.

| Candidat                 | Voix                | Pourcentage |
| ------------------------ | ------------------- | ----------- |
| Joseph Ambroise Bélanger | Élu par acclamation | - %         |
| Total                    | -                   | 100 %       |

| Candidat                | Voix                | Pourcentage |
| ----------------------- | ------------------- | ----------- |
| Olivier-Napoléon Drouin | Élu par acclamation | - %         |
| Total                   | -                   | 100 %       |

| Candidat        | Voix                | Pourcentage |
| --------------- | ------------------- | ----------- |
| Thomas Duchaine | Élu par acclamation | - %         |
| Total           | -                   | 100 %       |

#### Jacques-Cartier
- 3 élus par acclamation.

| Candidat          | Voix                | Pourcentage |
| ----------------- | ------------------- | ----------- |
| Napoléon Dussault | Élu par acclamation | - %         |
| Total             | -                   | 100 %       |

| Candidat       | Voix                | Pourcentage |
| -------------- | ------------------- | ----------- |
| Nazaire Fortin | Élu par acclamation | - %         |
| Total          | -                   | 100 %       |

| Candidat           | Voix                | Pourcentage |
| ------------------ | ------------------- | ----------- |
| Charles Elzéar Roy | Élu par acclamation | - %         |
| Total              | -                   | 100 %       |

#### Saint-Sauveur
- Dans ce quartier, 535 électeurs se sont prévalus de leur droit de vote.
- 2 élus au suffrage, 1 par acclamation.

| Candidat      | Voix | Pourcentage |
| ------------- | ---- | ----------- |
| Plamondon     | 131  | 54,8 %      |
| M. P. Beaudet | 108  | 45,2 %      |
| Total         | 239  | 100 %       |

| Candidat     | Voix                | Pourcentage |
| ------------ | ------------------- | ----------- |
| Louis Cantin | Élu par acclamation | - %         |
| Total        | -                   | 100 %       |

| Candidat              | Voix | Pourcentage |
| --------------------- | ---- | ----------- |
| Blouin                | 150  | 50,7 %      |
| François-Xavier Jobin | 146  | 49,3 %      |
| Total                 | 296  | 100 %       |

#### Saint-Vallier
- 3 élus par acclamation.

| Candidat    | Voix                | Pourcentage |
| ----------- | ------------------- | ----------- |
| Jean Drolet | Élu par acclamation | - %         |
| Total       | -                   | 100 %       |

| Candidat       | Voix                | Pourcentage |
| -------------- | ------------------- | ----------- |
| Uldéric Cantin | Élu par acclamation | - %         |
| Total          | -                   | 100 %       |

| Candidat              | Voix                | Pourcentage |
| --------------------- | ------------------- | ----------- |
| Simon-Napoléon Parent | Élu par acclamation | - %         |
| Total                 | -                   | 100 %       |